# Kirill Postovit
Kirill Postovit (* 24. června 1964 Kyjev) je ukrajinský, izraelský a český malíř, sochař a grafik.

## Život
Narodil se do rodiny továrního mistra a chirurgyně. Jeho bratrem je Alexander Pustovit, kulturolog a hudebník. Od dvanácti navštěvoval Republikánskou uměleckou školu v Kyjevě. V roce 1984 nastoupil na Lvovskou národní akademii umění. Po několika letech byl převeden na Národní akademii výtvarného umění a architektury v Kyjevě. Tu absolvoval v roce 1990 s titulem akademický sochař a grafik. Během posledního ročníku na akademii uvedlo Národní umělecké muzeum Ukrajiny autorovu osobní výstavu, z níž bylo několik děl zakoupeno do sbírky muzea a galerie. V roce 1996 se společně s manželkou a dětmi odstěhoval do České republiky. V roce 1997 byl umělec s rodinou pracovně pozván do Izraele. Žili mimo jiné na západním břehu Jordánu v osadě Sa-Nur. V roce 2001 se Kirill Postovit natrvalo vrátil do České republiky, kde pracuje dodnes. Tvoří na pomezí symbolismu a surrealismu.
Je ženatý a má tři děti, mezi něž patří též básník Tim Postovit.

## Dílo

### Ukrajina a zahraniční spolupráce
Mezi roky 1990–1992 proběhla v Kyjevě a Lvově celá řada osobních výstav, z nichž byla některá díla zakoupena do Open Society Foundations. V letech 1991–1992 byla autorovi svěřena rekonstrukce nástěnných fresek na klenbách Chrámu svatého Vladimíra v Kyjevě. V letech 1992–1995 se účastnil mezinárodních sochařských sympozií. Výsledky byly instalovány na Ukrajině, ve Francii a Belgii. V roce 1994 realizoval pomník zasvěcený osudu Volyňských Čechů.
V roce 1995 byl Kirill Postovit pozván do Moldávie k vytvoření nástěnných fresek v ženském klášteře ze 17. století. Tam trávil téměř rok. Ve stejné době vznikají kresby a grafiky s biblickými tématy, ty se často objevují v autorově pozdější tvorbě.

### Česká republika
V Čechách se účastní několika sochařských sympozií. Rovněž proběhla autorova menší osobní výstava pod záštitou Jana Grimma (tehdejší předseda kulturní komise města Litoměřice a akademický malíř). V letech 1996–1997 byl publikován rozhovor s historikem umění a uměleckým kritikem Alexandrem Jevangelim pro ročenku Vizuální umění a východoevropský kontext.

### Izrael
V průběhu tří let zde spolupracoval s galerií Sary Kishon. Mimo to proběhlo několik autorových sólových výstav. Účastní se výstavy současného umění Telavivském muzeu umění. Stal se členem Asociace umělců Izraele. Ve stejném roce zakoupil spisovatel Ephraim Kishon několik kreseb a plastik, krátce na to si několik obrazů nakoupil do soukromé sbírky Tommy Lapid. V roce 2000 vytváří autor památník Rodina zasvěcený paměti rodinám a padlým při teroristických útocích. Tato socha je umístěna u Haify. Ve stejném roce proběhla osobní výstava na české ambasádě v Tel-Avivu. Po výstavě bylo několik děl zakoupeno pro veřejné prostory a rezidenci Daniela Kumermanna. Několik děl autor ambasádě daroval.

### Návrat do České republiky
V roce 2001 se zúčastnil mezinárodní výstavy Libr'art v Belgii. V roce 2002 se konala autorova první česká osobní výstava v Jeruzalémské synagoze v Praze. Tuto výstavu zahajoval kritik současného umění, historik umění a kurátor výstav Židovského muzea v Praze PhDr. Arno Pařík. V roce 2004 uspořádal Památník Terezín autorovu osobní výstavu Kirill Postovit: sochy a kresby. Ve stejném roce vytvořil pamětní desku letci R.A.F Antonínu Zimmerovi. Pamětní deska je umístěna v Třebenicích, kde se letec narodil. V roce 2005 se na Kirilla Postovita obrátilo vedení města Roztoky u Prahy, aby navrhl pomník židovským občanům města.
Ve stejném roce byl tento pomník realizován na náměstí před městským úřadem. Od roku 2006 do roku 2008 autor pracoval nad velkým memoriálem zasvěceným obětem terezínského ghetta. V roce 2008 byl tento memoriál s názvem Modlitba umístěn na břehu Ohře v místě, kde byl do řeky vhazován popel českých Židů. Tento memoriál se stal smuteční dominantou pietního prostranství. Každoročně se zde koná Terezínská tryzna k uctění židovských obětí nacistické genocidy v českých zemích. Memoriál slavnostně odhaloval tehdejší ředitel Národního památníku Terezín, PhDr. Jan Munk a vrchní zemský rabín Karol Sidon. Tento sochařský monument je zahrnut na seznam hlavních kulturních památek terezínského ghetta a severních Čech. Od roku 2008 až do roku 2011 se věnuje tvorbě, kterou prezentuje na řadě výstav v České republice a zahraničí. V roce 2009 se účastnil výstavy Umělecké besedy Věčná pomíjivost, pod záštitou Severočeské galerie výtvarného umění v Litoměřicích. Výstava byla uvedena PhDr. Janem Štíbrem. V roce 2011 vytváři menší sochařský memoriál Milenci, ve Zvolenu. Na Zvolenském hradu pod záštitou Rotary klubu proběhla osobní výstava umělce. Ve stejném roce autora oslovuje vedení města Česká Lípa pro vytvoření autorského návrhu plastiky. V letech 2011–2013 pokračuje umělec ve své výstavní činnosti. V roce 2016 vytvořil pamětní medaili Memoriál Vrba Wetzler pro Mezinárodní křesťanské velvyslanectví v Jeruzalémě (ICEJ). Tato medaile je součástí každoročního pochodu k uctění památky Rudolfa Vrby a Alfréda Wetzlera, který pořádá ICEJ ČR a ICEJ SK. Mezi Postovitova díla patří rovněž plastika Agla pro Památník Terezín, která byla odhalena v roce 2018 a stala se součásti bývalých Magdeburských kasáren. Ke dnešnímu dni se ve sbírkovém fondu Památníku Terezín nachází šest Postovitových děl. Mezi nimi plastika Schoulená, která je trvale umístěna v zasedací místnosti v Panském domě či sochařský portrét Franze Kafky (sbírkový fond).V roce 2018 daroval Muzeu romské kultury kresbu Stesk po životě. V roce 2019 se v Praze konala  jubilejní výstava The Edges Of Art, na které byla mimo jiné prezentována díla zapůjčená ze světových sbírkových fondů a muzeí. Úvodního textu k výstavnímu a zároveň jubilejnímu katalogu The Edges Of Art se ujal profesor David Lomas z Manchesterské univerzity. V srpnu roku 2021 vyšel rozhovor v Reportér magazínu Můj domov bude navždy v Praze, který osvětluje autorův vztah k Česku.
Tvorba Kirilla Postovita je zastoupena ve více než 70 státech, v galeriích, muzeích, sbírkových fondech a soukromých sbírkách. V Čechách je dílo Kirilla Postovita  k vidění v pražské galerii Katie Feygie Art, moderního a současného umění v Praze.